# Protocalliphora shannoni
Protocalliphora shannoni är en tvåvingeart som beskrevs av Sabrosky, Bennett och Whitworth 1989. Protocalliphora shannoni ingår i släktet Protocalliphora och familjen spyflugor.
Artens utbredningsområde är Ontario. Inga underarter finns listade i Catalogue of Life.